# Scion xD
O xD é um modelo sub-compacto da Scion.